# انتظار (فیلم ۱۹۹۳)
انتظار (به هندی: Prateeksha) فیلمی محصول سال ۱۹۹۳ و به کارگردانی لارنس دی سوزا است. در این فیلم بازیگرانی همچون جیتندرا، موشومی چاترجی، گوویندا، شلیپا شیرودکار، دنی دنزونگپا ایفای نقش کرده‌اند.